# Tomás Mejía

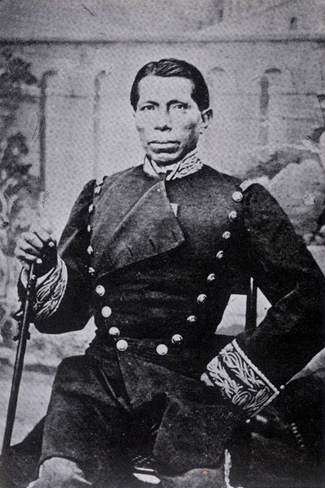
Tomás Mejía

Tomás Mejía (* 17. September 1820 in Pinal de Amoles, Querétaro; † 19. Juni 1867 in Santiago de Querétaro) war ein mexikanischer General.
Der indianischstämmige Mejía diente bereits im Amerikanisch-Mexikanischen Krieg. Ab 1862 kämpfte er gegen die republikanischen Truppen auf Seiten der Franzosen und später auch an der  Seite von Kaiser Maximilian. Anfang 1867 wurde er mit diesem bei Querétaro, ca. 190 km nördlich von Mexiko-Stadt von Truppen des Präsidenten Benito Juarez eingekesselt und geriet nach 72 Tagen Belagerung am 15. Mai 1867 in Gefangenschaft. Tomás Mejía wurde zusammen mit Kaiser Maximilian und General Miguel Miramón am 19. Juni 1867 erschossen.

## Militärische Ausbildung
Er begann seinen Militärdienst 1841 unter dem Einfluss zweier Personen, die in Jalpan zusammentrafen: General José Urrea, der sein Wissen über die Kavallerie weitergab, und der junge Militärangehörige Juan Cano, der in Paris studiert hatte, um Militäringenieur zu werden, und der von Präsident Anastasio Bustamante in die Sierra Gorda geschickt worden war, um die Region zu befrieden. Dort lernte er Mejía kennen und bot ihm den Rang eines Fähnrichs an, da er über ein breites Wissen über Pferde verfügte und ein erfahrener Ausbilder und Reiter war. Er kämpfte gegen die Apachenstämme, die an der Nordgrenze Mexikos, im Bundesstaat Chihuahua, an der Grenze zu den Vereinigten Staaten, in den Jahren 1842 bis 1845 kämpften, wofür er den Rang eines Hauptmanns erhielt.

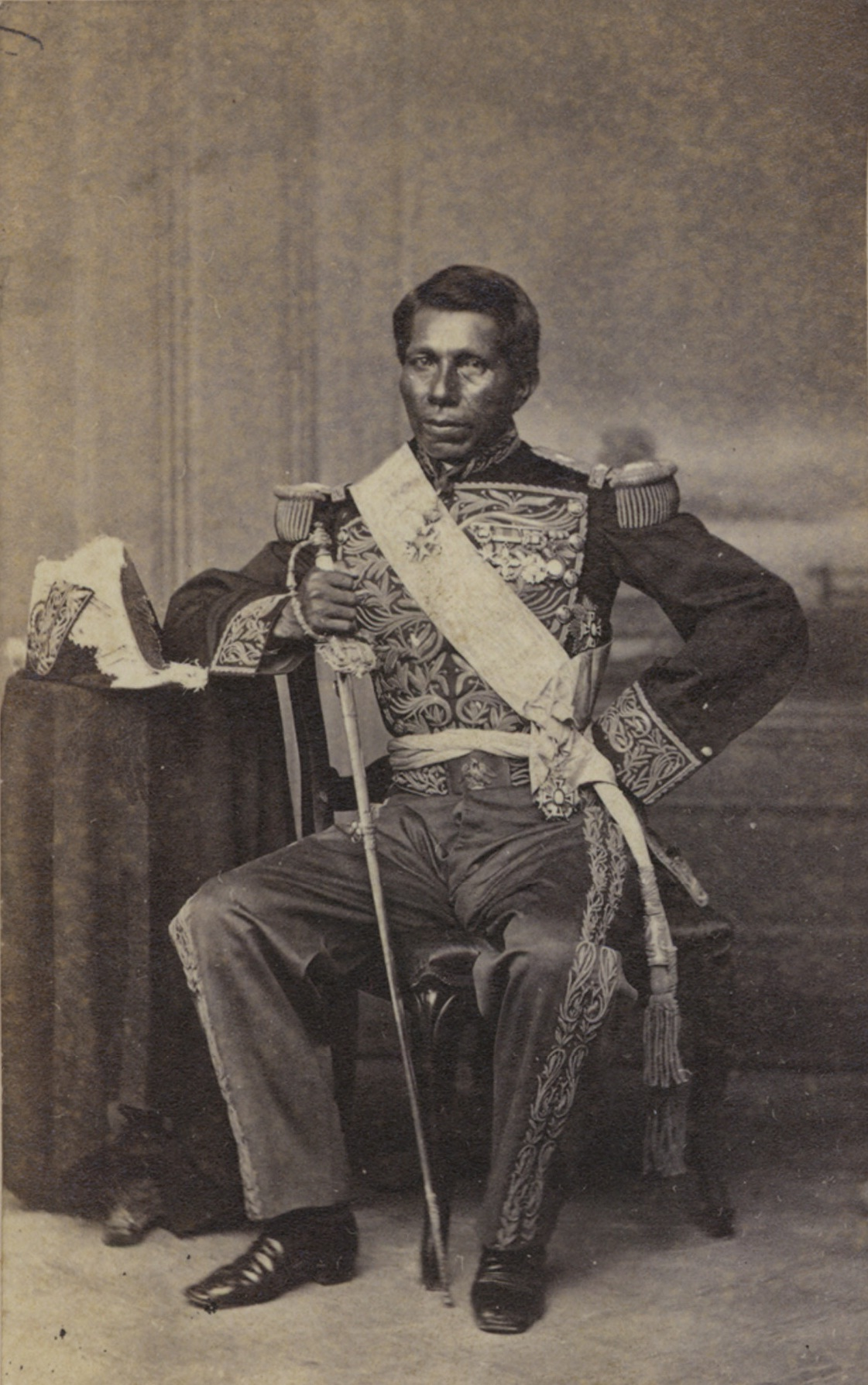
Tomás Mejia 1865